# トニーたけざき
トニー たけざき（本名：嶽崎 千尋、1963年7月15日 - ）は、日本の漫画家。大阪府大阪市出身。男性。
1982年週刊少年サンデー夏休み増刊号掲載「PAPER STAR」(第10回小学館新人コミック大賞佳作)でデビュー。代表作にマッドサイエンティストの活躍を描いた『岸和田博士の科学的愛情』。寡作な作家として知られる。
漫画家・園田健一らとの交流がある。園田がアマチュア時代に主催していた漫画同人誌の同人であり、初期の代表作『AD.ポリス』シリーズはその繋がりで執筆したものと思われる。『トニーたけざきのガンダム漫画』では、安彦良和の作風に似せたタッチで『機動戦士ガンダム』のパロディを描いた。安彦の絵柄や描き文字、雰囲気などの再現度があまりにも高すぎるため、カトキハジメには「トニーさんは手を抜くってことを知らないんじゃないの?」と、そして、安彦本人には「時々どっちがオレの原稿だったか分からなくなる」とまで言わしめた。

## 作品リスト
- トニーたけざきのガンダム漫画
  - 1巻 ISBN 978-4047136106
  - 2巻 ISBN 978-4047139176
  - 3巻 ISBN 978-4-04-715375-2
- トニーたけざきのサクサク大作戦 ISBN 978-4-04-1210529 （「トニーたけざきのガンダム漫画」の後継作）
- Space pinchy（スペース ピンチー）[リンク切れ]
- 大合作（合作漫画、製作総指揮・構成を担当）
- 岸和田博士の科学的愛情
- ジェノサイバー
- AD.POLICE 終焉都市
- AD.ポリス25時
- 機動戦士ガンダム一年戦争全史UC0079-0080（刊：学研）イラストを担当
  - 上巻 ISBN 978-4056045031
  - 下巻 ISBN 978-4056046144
- トニーたけざきのエヴァンゲリオン ISBN 978-4-04-715789-7
- 星のポン子と豆腐屋れい子（原作：小原愼司）
- トニーたけざきの攻殻機動隊 - 『攻殻機動隊 ゴースト・イン・ザ・シェル トリビュート』（ISBN 978-4063931846）に収録

## その他
- MS in Action MS-06 SHAKU 釈由美子専用ザクII MIA 
  - 釈由美子とのコラボ企画。角川書店『月刊ガンダム・エース』とニュータイプ別冊の『季刊キャラクターモデル』にて販売された誌上通販限定モデル。本体のデザイン及びパッケージデザインを担当（箱の裏には漫画もあり）。